# Kunst Uitschot Team

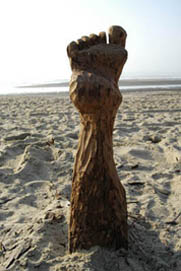
Zesteenvoet uit strandpaal

Het Kunst Uitschot Team (K.U.T.) was een beeldhouwercollectief dat opereerde van juli 2003 tot 2010. Kern van het team waren de beeldhouwers Joost Haasnoot en Merijn Tinga.
K.U.T. had als handelsmerk het op eigen initiatief en of illegaal plaatsen van sculpturen in de openbare ruimte. Zo bleven zij onafhankelijk van de gemeente, welstandscommissies en galeries en bereikten door het 'verrassingseffect' gemakkelijker het grote publiek.
K.U.T. werd vooral bekend door het bewerken van strandpalen in één nacht en het plaatsen van een houten urinoir op het stadhuisplein in het centrum van Leiden ter ere van bevrijdingsdag. Voor het Rembrandtjaar plaatsten zij een verftube annex zitbank met verfklodder illegaal in de monumentale Burcht van Leiden. Deze sculptuur wordt gedoogd.